# 大分県道611号四浦日代線
大分県道611号四浦日代線（おおいたけんどう611ごう よつうらひしろせん）は、大分県津久見市を通る一般県道である。

## 概要
津久見市の四浦半島を北岸に沿って先端部まで延びる。
津久見湾の南側に突き出し、津久見市と佐伯市に属する四浦半島の津久見市側である北側海岸沿いを走る。リアス式海岸沿いでカーブが多い路線であるが、荒代トンネルや久保泊トンネルの開通等により改良が進んでいる。
この路線の起点である四浦半島の先端部には約100mの間元海峡を隔てて保戸島が浮かんでいる。2010年9月に策定された『津久見市都市計画マスタープラン』では、四浦日代線と保戸島とを結ぶ架橋構想について、基盤整備推進のために関係機関に働きかけることが挙げられている。

### 路線データ
- 起点：大分県津久見市大字網代（国道217号交点）
- 終点：大分県津久見市大字日代[3]

## 路線状況

### 道路施設

#### トンネル
- 西泊トンネル：延長87 m、1988年（昭和63年）竣工、津久見市

## 地理

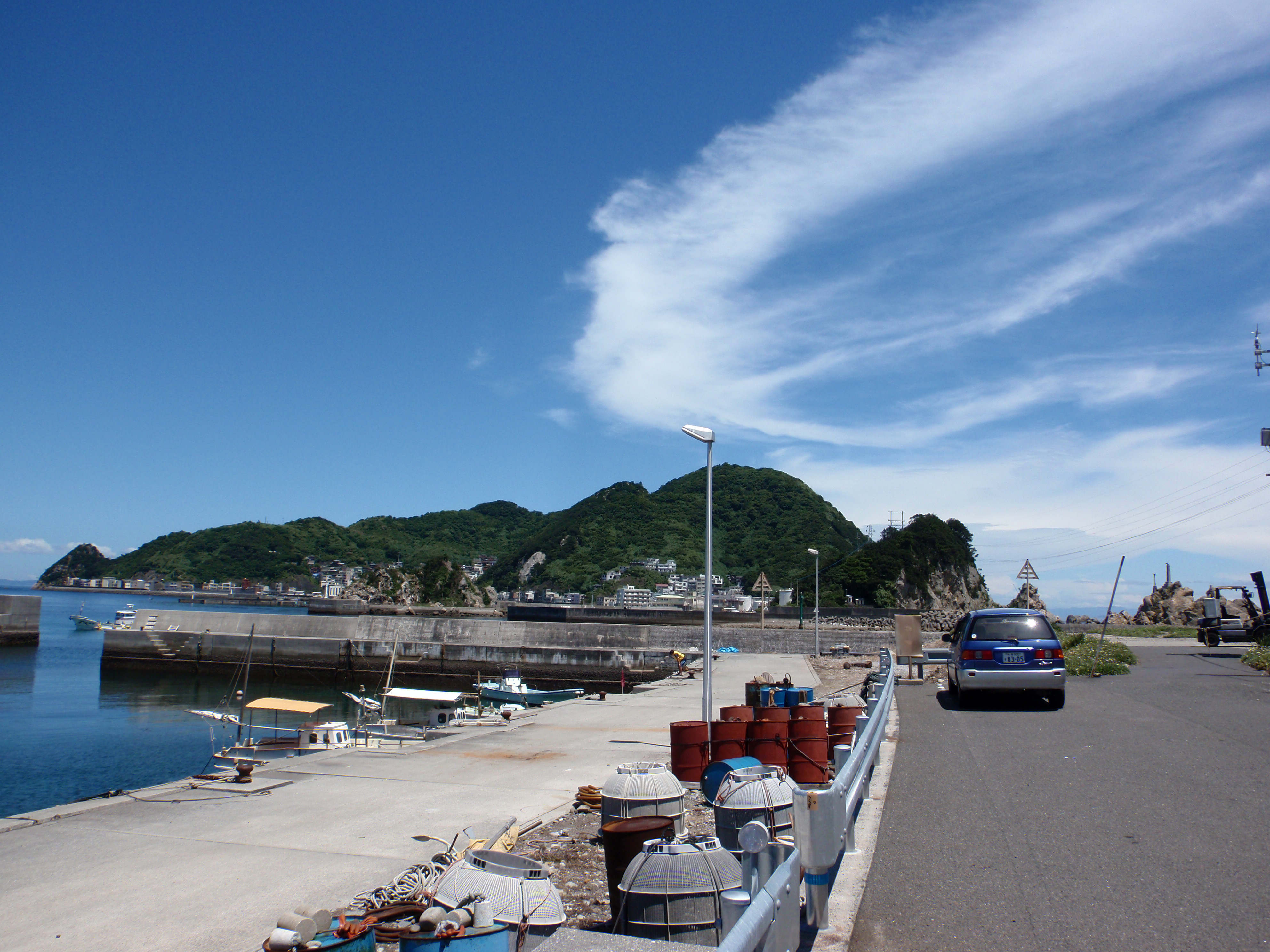
大分県道611号四浦日代線起点
正面は保戸島

### 通過する自治体
- 津久見市

### 交差する道路
| 交差する道路                | 交差する場所 | 交差する場所 |
| --------------------------- | ------------ | ------------ |
| 国道217号                   | 大字網代     | 起点         |
| 大分県道541号四浦港津井浦線 | 大字四浦     |              |

### 沿線
- うみたま体験パーク「つくみイルカ島」
- 豊後水道県立自然公園
- 津久見市立久保泊小学校
- 津久見市立四浦東中学校